# Robert of Holy Island
Robert of Holy Island OSB (auch Robert de Insula oder Halieland) († 7. Juni 1283 in Bishop Middleham) war ein englischer Geistlicher. Ab 1274 war er Bischof von Durham.

## Aufstieg zum Bischof
Robert stammte aus bescheidenen Verhältnissen. Er erhielt seinen Beinamen nach Holy Island, wie die kleine Insel Lindisfarne vor der Küste von Northumberland auch genannt wird, und wurde Mönch des Kathedralpriorats von Durham. Zwischen 1265 und 1269 erhielt er das Amt des Küsters der Kathedrale. Vor 1272 wurde er Prior des kleinen, aber angesehenen Finchale Priory, einer Zweigniederlassung des Kathedralpriorats. Mehrfach diente er als Gesandter des Kathedralpriorats, unter anderem 1265 beim Königshof und 1266 gegenüber italienischen Kaufleuten in London. Von diesen lieh er sich Geld, das er später auch zurückzahlte. 1268 nahm er als Vertreter des Klosters an einer Kirchenratsversammlung in London und 1274 am zweiten Konzil von Lyon teil. Am 24. September 1274 wurde er zum Bischof der Diözese Durham gewählt. Am 8. November wurden ihm die Temporalien übergeben, ehe er am 9. Dezember 1274 in York von Erzbischof Walter Giffard zum Bischof geweiht wurde.

## Bischof von Durham
Als Bischof überließ Robert 1278 seinem ehemaligen Priorat Finchale die Kirche von Bishop Middleham im County Durham. Durch deren Einkünfte konnte die Anzahl der Mönche in Finchale auf sechs erhöht werden. Robert werden die wohl 1276 erlassenen Synodalstatuten zugeschrieben, die jedoch vor allem Überarbeitungen älterer Statuten sind. Sie befassen sich vor allem mit dem Kirchenzehnten sowie mit kirchlichen Disziplinarmaßnahmen.
1277 beschwerte sich Robert über schottische Überfälle auf das nördliche Gebiet des County Durham südlich des Tweed. Nachdem diese Vorfälle während der Parlamentsversammlungen und danach im königlichen Rat angesprochen worden waren, ernannte König Eduard I. im Februar 1279 eine Kommission, die mit Schottland verhandeln sollte, doch wohl keine Erfolge erzielen konnte. Als im März 1281 Bischof Robert sich im Grenzgebiet der Scottish Marches aufhielt, wollte William of Wickwane, der Erzbischof von York eine Visitation der Diözese Durham durchführen. Das Verhältnis zwischen Bischof Robert und Erzbischof Wickwane war bereits zuvor angespannt gewesen. Die Mönche des Kathedralpriorats von Durham beschlossen sofort, sich einer Visitation ihres Klosters zu widersetzen, wobei sie von Robert unterstützt wurden. Als Erzbischof Wickwane am 25. Juni in Durham eintraf, wurde ihm der Zugang zum Kloster verwehrt. Bischof Robert war bereits zur Kurie nach Rom gereist, um dort den Erzbischof anzuklagen. Daraufhin folgte ein langer Streit zwischen dem Erzbischof und Bischof Robert. Erst Anfang 1283 konnte durch Archidiakon Antony Bek, der auf Vermittlung des Königs den Streit schlichten sollte, ein Kompromiss ausgehandelt werden. Dieser wurde mit dem Tod von Robert Bischof nur wenige Monate später wieder hinfällig. Der Konflikt wurde letztlich nie gelöst, und noch 1939 erneuerte Erzbischof William Temple den Anspruch von Erzbischof Wickwane auf das Recht einer Visitation.
Nach der Lanercost-Chronik hielt sich Bischof Robert zwei Äffchen, die ihn aufheitern sollten. Beim Kathedralpriorat war er bei seinem Tod hoch verschuldet. Am 10. Juni 1283 wurde er im Kapitelhaus der Kathedrale von Durham beigesetzt. Zu seinen Testamentsvollstreckern gehörte sein Bruder Henry.